# Aquarelle et jeunes filles
 (mars 2017).
Si vous disposez d'ouvrages ou d'articles de référence ou si vous connaissez des sites web de qualité traitant du thème abordé ici, merci de compléter l'article en donnant les références utiles à sa vérifiabilité et en les liant à la section « Notes et références ».
Albums de Emmanuelle Mottaz
Tu seras à mes pieds (Poor rotten baby)
(1989) La compilation
(1994)
Singles
1. Love and kiss
Sortie : Juin 1992
2. Aquarelle et jeunes filles
Sortie : Décembre 1992
3. Sur une plage en été
Sortie : Mai 1993

Aquarelle et jeunes filles est le quatrième album studio de la chanteuse française Emmanuelle Mottaz, sorti en 1992.

## Présentation
Cet opus est sorti en juin 1992 chez AB Disques/BMG sous le label Stiger Records. Il fut également distribué au Canada, au Japon, à Taïwan et en Corée.
Il contient le titre Love and kiss mais aussi 2 chansons inédites, Poupée de bois et Fantaisie, publiées en single en 1990 et 1991 puis intégrées à cet album. C'est une version remixée de Poupée de bois qui est proposée sur l'album, chanson évoquant à mots couverts la fellation.
Avec ce disque, la chanteuse marque une évolution importante dans sa discographie avec un univers artistique plus littéraire, sulfureux, sombre et érotique.

## Liste des titres
Toutes les paroles sont écrites par Emmanuelle Mottaz et Fitzgerald Artman (pseudonyme de Jean-François Porry), toute la musique est composée par Jean-François Porry et Mel Dickopson (pseudonyme de Gérard Salesses).
| No  | Titre                      | Durée |
| --- | -------------------------- | ----- |
| 1.  | Love and kiss              | 4:22  |
| 2.  | Partir quand on veut       | 3:14  |
| 3.  | Perverses caresses         | 3:56  |
| 4.  | Poupée de bois (Remix)     | 4:16  |
| 5.  | Fantaisie                  | 3:38  |
| 6.  | Aquarelle et jeunes filles | 3:23  |
| 7.  | Sur une plage en été       | 3:15  |
| 8.  | La dernière fois           | 3:01  |
| 9.  | Satan                      | 4:08  |
| 10. | La fin du monde            | 2:57  |